# The Boss 'n' Hug Connection
The Golden Role Models (anteriormente conocidas como The Boss 'n' Hug Connection) fue un equipo femenino de lucha libre profesional que hasta la fecha ha participado exclusivamente para WWE. La dupla estuvo compuesta por Mercedes Varnado (Sasha Banks) y Pamela Martínez (Bayley), estando activo de 2018 a 2020.
Dentro de sus logros, está el haber sido dos veces e inaugurales Campeonas Femeninas en Parejas de la WWE. Además, tanto Bayley como Sasha Banks fueron las primeras luchadoras en ostentar todos los títulos respectivos de la WWE como equipo. El primer nombre del equipo estuvo inspirado en la alianza formada en el 2000 por The Rock y Mankind la cual llevaba el nombre de The Rock 'n' Sock Connection.

## Historia

### Antecedentes (2016-2018)
El 12 de septiembre en Raw, Bayley fue integrada en un Triple Threat Match por Mick Foley en una lucha para definir a la contendiente #1 al Campeonato Femenino en contra de Sasha Banks y Dana Brooke, pero no logró ganar siendo Sasha Banks la ganadora. Tras la controversial manera en que ganó Banks, Bayley fue añadida a la lucha por el Campeonato Femenino. En Clash of Champions, ambas fueron derrotadas por Charlotte en un Triple Threat Match.
A inicios de 2017, Bayley comenzó una rivalidad con Charlotte. En Royal Rumble, Bayley fue derrotada por Charlotte en una lucha titular. El 13 de febrero en Raw, Bayley derrotó a Charlotte para ganar el título gracias a la ayuda de Sasha Banks. En Fastlane, Bayley derrotó a Charlotte, reteniendo el título, con ayuda de Banks. En WrestleMania 33, Bayley retuvo el campeonato ante Banks, Charlotte y Nia Jax. Tras esto, la alianza de Banks y Bayley dejó de ser frecuente debido a la posición de esta última como Campeona Femenina de Raw. Después de que Bayley perdiera el título ante Alexa Bliss en Payback, se lesionaría posteriormente por lo que Banks empezó a encabezar rivalidades en torno al Campeonato Femenino de Raw. En No Mercy, Banks y Bayley nuevamente participaron en una lucha titular donde también se involucraron Bliss, Jax y Emma, siendo Bliss la ganadora. En Survivor Series, reaparecieron como parte del Team Raw. En Royal Rumble, Banks y Bayley participaron del primer Royal Rumble femenino de WWE, siendo que Banks eliminó a Bayley. En Elimination Chamber, fueron parte del primer Elimination Chamber Match de mujeres, donde también participaron Alexa Bliss, Mandy Rose, Mickie James y Sonya Deville, siendo Bliss la ganadora. En WrestleMania 34, ambas participaron del WrestleMania Women's Battle Royal, donde Bayley eliminó a Banks pero esta primera fue eliminada al final por Naomi.

### The Boss 'n' Hug Connection (2018-2019)
El 3 diciembre en Raw, ambas se presentaron durante un segmento con Alexa Bliss donde declararon querer convertirse en las primeras Campeonas Femeninas en Parejas de la WWE, dando idea a la incorporación del futuro título en el 24 de diciembre en Raw, presentado por Vince McMahon. El 14 de enero de 2019, se anunció la creación de los Campeonatos Femeninos en Parejas de WWE los cuales fueron presentados ante el público por Alexa Bliss en el segmento "A Moment of Bliss" donde se anunció que la coronación de las primeras campeonas sería en Elimination Chamber en un Elimination Chamber Match en parejas. En Elimination Chamber, Bayley y Banks formaron equipo para enfrentar a Nia Jax & Tamina, The Riott Squad (Sarah Logan & Liv Morgan), Mandy Rose & Sonya Deville, The IIconics (Peyton Royce & Billie Kay) y Naomi & Carmella por los inaugurales títulos, siendo ellas las ganadoras.
En Fastlane, retuvieron los títulos ante Nia Jax y Tamina. Tras esto, comenzaron una rivalidad contra los diferentes equipos femeninos de WWE. The IIconics (Billie Kay & Peyton Royce) convocaron a las campeonas en el episodio del 12 de marzo de SmackDown. La semana siguiente en Raw, Beth Phoenix salió de su retiro para reformar The Divas of Doom con Natalya para competir por los campeonatos en WrestleMania 35. En SmackDown, la noche siguiente, The IIconics derrotó a The Boss 'n' Hug Connection en un combate no titular. La semana siguiente, después de afirmar que defenderían los títulos contra cualquiera, se programó que The Boss 'n' Hug Connection defendiera los títulos contra Jax & Tamina, Natalya & Phoenix, y The IIconics en un Fatal Four-Way match de equipos en WrestleMania. En WrestleMania 35, perdieron los títulos ante The IIconics. Tras esta derrota, Banks se tomó un tiempo de descanso mientras que Bayley fue enviada a SmackDown como parte del Superstar Shake-up. A causa de esto, el equipo se disolvió.

### The Golden Role Models (2019-2020)
El 11 de octubre en SmackDown, Banks fue enviada a SmackDown como parte del Draft. En Starrcade, ambas volvieron a formar equipo para enfrentarse a The Kabuki Warriors (Asuka & Kairi Sane) Charlotte Flair & Becky Lynch y Alexa Bliss & Nikki Cross por los Campeonatos Femeninos en PArejas de WWE pero no lograron ganar. Tras esto, comenzó una rivalidad entre Bayley y Banks con Lacey Evans en base a su desempeño dentro de la marca.
El 20 de marzo del 2020 en SmackDown, Paige anunció que Bayley defendería el campeonato frente a Naomi, Tamina, Lacey Evans y Sasha Banks, algo que causó problemas entre el equipo. El segundo día de WrestleMania 36, Bayley derrotó a Naomi, Tamina y Evans gracias a la ayuda de Banks, quien había sido eliminada durante el combate, Banks hizo lo propio en Money in the Bank, ayudando a Bayley a retener una vez más el Campeonato de SmackDown. Poco después, ambas comenzaron una rivalidad con las Campeonas Femeninas en Parejas, Alexa Bliss y Nikki Cross. El 5 de junio en SmackDown, Bayley y Banks derrotaron a Bliss y Cross, ganando los títulos por segunda vez. A raíz de esto, Bayley fue la primera luchadora en WWE en tener tanto un campeonato individual como uno en parejas de forma simultánea. En Backlash, retuvieron los títulos frente a Bliss & Cross y The IIconics (Billie Kay y Peyton Royce). 
Debido a su estado como Campeonas en Parejas, es que sus rivalidades se extendieron a la marca Raw donde Banks buscaba una oportunidad titular frente a la Campeona Femenina de Raw, Asuka. En The Horror Show at Extreme Rules, Bayley derrotó a Nikki Cross mientras que Banks no logró ganar frente a Asuka debido al final de la lucha que fue controversial. El 20 de julio en Raw, Stephanie McMahon declaró que ni Banks ni Asuka ganaron en Extreme Rules y anunció una revancha entre las dos en un combate en el que el título podría ganarse por cuenta de tres, rendición, descalificación o cuenta fuera. El 27 de julio en Raw, Banks venció a Asuka por conteo fuera gracias a Bayley quien había atacado a Kairi Sane tras bastidores, ganando el título por quinta y a la vez, Banks y Bayley ganaron ambos títulos de las marcas y los de parejas. 
A causa de esto, tanto Bayley como Banks comenzaron una rivalidad simultánea con Asuka. El 10 de agosto en Raw, Bayley fue derrotada por Asuka en una lucha donde si esta ganase, sería retadora de Banks por el título. El 14 de agosto, se desarrolló un Triple Brand Battle Royal donde la ganadora se enfrentaría a Bayley por el título siendo Asuka la ganadora. Como consecuencia, Asuka se enfrentaría a ambas por los títulos de Raw y de SmackDown. En SummerSlam, Bayley venció a Asuka logrando retener el título de SmackDown pero Banks fue derrotada por Asuka perdiendo el título. El 24 de agosto en Raw, Banks fue nuevamente derrotada por Asuka en una revancha por el título. Inmediatamente, surgió una rivalidad entre Bayley y Banks contra Nia Jax y Shayna Baszler en torno a los Campeonatos Femeninos en Parejas. En Payback, fueron derrotadas por Jax y Baszler, perdiendo los títulos. El 4 de septiembre en SmackDown, nuevamente fueron derrotadas por Jax y Baszler en una revancha por los títulos. Tras la lucha, Bayley trató de ayudar a Banks a reincorporarse pero terminó atacándola brutalmente. A causa de esto, el equipo se disolvió.

## En lucha
- Movimientos finales
  - Movimiento final de Banks
    - Bank Statement (Bridging crossface, casi siempre transicionando desde un double knee backbreaker) – 2014–presente

  - Movimiento final de Bayley
    - Bayley-to-Belly Suplex / Hug-plex (Belly-to-belly suplex, a veces desde la segunda cuerda)
    - Bayley Elbow Drop (Diving elbow drop), 2017-presente; adoptado de Randy Savage
    - Rose Plant (Arm trap headlock driver) 2019-presente
- Tema de entrada
  - "Sky's the Limit" por CFO$ feat. Mercedes KV (NXT/WWE; 28 de agosto de 2014 – 2019)
  - "Sky's the Limit (Remix)" por CFO$ feat. Snoop Dogg (WWE; 12 de agosto de 2019– presente)
  - "Turn It Up" de CFO$ feat. Pamela Martinez (NXT/WWE; 11 de septiembre de 2014–2019)
  - "Deliverance" de Def Rebel (WWE; 11 de octubre de 2019-presente)

## Campeonatos y logros
- WWE
  - Raw Women's Championship (1 vez) — Sasha Banks
  - SmackDown Women's Championship (1 vez) — Bayley
  - WWE Women's Tag Team Championship (2 veces, inaugural)
  - Elimination Chamber (2019)
  - Bumpy Award for Tag Team of the Half-Year (2020)[6]

- Pro Wrestling Illustrated
  - Lucha del año (2015) Bayley vs. Sasha Banks (NXT TakeOver: Respect, 22 de agosto)
- Wrestling Observer Newsletter
  - Peor feudo del año (2018) Bayley vs. Sasha Banks

- Rolling Stone
  - Lucha del año (2015) Bayley vs. Sasha Banks (NXT TakeOver: Respect, 22 de agosto)
  - Feudo del año (2015) Bayley vs. Sasha Banks